# Industrias Ferri
Industrias Ferri es una empresa gallega del sector naval con sede en Gondomar (Área metropolitana de Vigo).

## Historia
Los orígenes de la empresa están en un pequeño taller situado en uno de los bajos de la da casa del padre de Ricardo Fernández Villar, mecánico naval y capitán.
En diciembre del año 2016 se produjo uno de los mayores hitos en la historia de la empresa, ya que el día 1 de ese mes se produjo la botadura en aguas de la Ría de Vigo del primer dron marino construido en España, el cual fue desarrollado por Industrias Ferri en colaboración con la Universidad de Vigo.

## Empresas del grupo

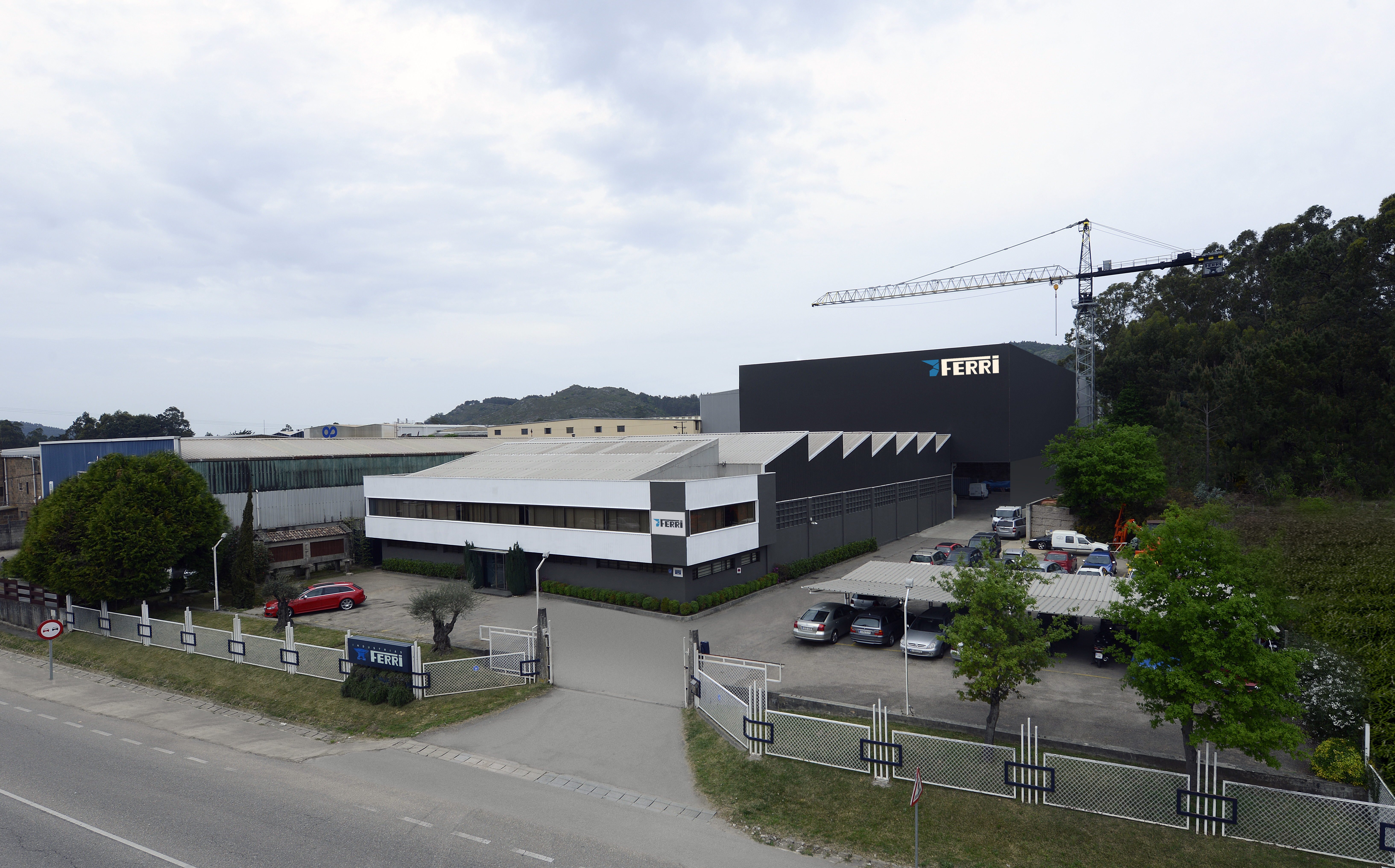
instalaciones

En el año 2013 la empresa Talleres Carral la empresa más importante de España en el campo de la fabricación de maquinillas, chigres y cabrestantes, fundada en 1921, pasó a formar parte del grupo Industrias Ferri S.A. Además la empresa naval belga Brusselle creada en 1929 y fabricante de maquinillas y servotimones fue adquirida y fusionada con Talleres Carral pasando a llamarse Brusselle Carral Marine.